# NGC 5986
NGC 5986 is een bolvormige sterrenhoop in het sterrenbeeld Wolf. De sterrenhoop ligt 33.900 lichtjaar van de Aarde verwijderd en werd op 10 mei 1826 ontdekt door de Schotse astronoom James Dunlop.
NGC 5986 bevindt zich, vanaf de Aarde gezien, een drietal graden ten zuiden van de langwerpige donkere stofwolk Barnard 228, ook wel de Dark Wolf Nebula genoemd. Gezien vanuit de Benelux klimt NGC 5986, tijdens het culmineren ervan, tot slechts 1 graad boven de zuidelijke horizon.

## Synoniemen
- C 1542-376
- GCl 37
- ESO 329-18
- Dun 552
- GC 4132